# Live in Japan (Night Ranger)
Live in Japan è un album dal vivo del gruppo musicale statunitense Night Ranger, pubblicato nel 1990 dalla MCA Records.

## Tracce
1. Touch of Madness – 5:16 (Jack Blades)
2. When You Close Your Eyes – 4:34 (Blades, Brad Gillis, Alan Fitzgerald)
3. Man in Motion – 4:13 (Blades, Gillis)
4. Don't Start Thinking (I'm Alone Tonight) – 5:02 (Blades, Kelly Keagy, Fitzgerald)
5. Let Him Run – 3:19 (Blades, Keagy, Jeff Watson)
6. Goodbye – 2:55 (Blades, Watson)
7. Reason to Be – 4:16 (Blades, Keagy)
8. Four in the Morning (I Can't Take Any More) – 3:48 (Blades)
9. Sister Christian – 5:16 (Keagy)
10. Don't Tell Me You Love Me – 6:46 (Blades)
11. Halfway to the Sun – 5:27 (Blades)
12. (You Can Still) Rock in America – 4:52 (Blades, Gillis)

## Formazione
- Jack Blades – voce, basso
- Jeff Watson – chitarra
- Brad Gillis – chitarra
- Jesse Bradman – tastiere
- Kelly Keagy – batteria, voce